# Triệu Dực
Triệu Dực (chữ Hán: 趙翼; bính âm: Zhào Yì, 1727 – 1812), tự Vân Tùng, hiệu Âu Bắc, người Dương Hồ Giang Tô (nay là thành phố Vũ Tiến), là nhà văn, nhà sử học kiêm khảo chứng học tiêu biểu thời Thanh, tác phẩm trứ danh để lại có Nhị thập nhị sử tráp ký.

## Tiểu sử
Ông sinh ra trong một nhà thương nhân, được Càn Long Đế chấp thuận phong chức Chương Kinh trong Quân cơ xứ, năm Càn Long thứ 26 (1761), thi đỗ Tiến sĩ cập đệ (Thám hoa), từng giữ các chức Tri phủ Trấn An Quảng Tây, Tri phủ Quảng Châu Quảng Đông, Binh bị đạo Quý Tây Quý Châu, năm Càn Long thứ 36 (1771), nhân vì mẹ già ốm bệnh, nên ông từ quan về quê, làm chủ thư viện An Định, chuyên tâm vào việc đọc sách và viết văn, năm Càn Long thứ 52 (1787), ở Đài Loan phát sinh sự kiện loạn Lâm Sảng Văn, Tổng đốc Mân Triết Lý Thị Nghiêu mời ông đứng ra tìm hiểu và xúc tiến việc buôn bán với Mạc Phủ ở Nhật Bản. Đương thời Tổng binh Đài Loan Sái Đại Kỷ tiến hành bao vây Gia Nghĩa. Triệu Dực e sợ thành bị công phá sẽ gây sự hỗn loạn hàng loạt, kêu gọi Tổng đốc Phúc Kiến ra lệnh đóng cửa thành, không chờ lâu được, Càn Long Đế lệnh cho Khâm sai Đại thần Phúc Khang An thống lĩnh binh mã tiếp viện Đài Loan, quan binh Đài Loan bèn trong ứng ngoài hợp phòng thủ thành trì ngăn chặn quân địch xâm nhập vào thành. Năm 1812 ông lâm bệnh nặng, mất tại nhà riêng, hưởng thọ 85 tuổi.

## Tác phẩm
- Cai Dư tùng khảo
- Nhị thập nhị sử tráp ký
- Âu Bắc thi sào
- Âu Bắc thi thoại
- Hoàng triều võ công kỷ thịnh
- Diêm Bộc tạp ký

## Truyện ký
- Thanh sử cảo 485 quyển
- Thanh sử liệt truyện 271 quyển
- Bi truyện tập 86 quyển